# Humberto Rodríguez (Boxer)
Humberto Rodríguez (* 7. März 1969) ist ein ehemaliger mexikanischer Boxer.

## Werdegang
Humberto Rodríguez nahm bei den Olympischen Sommerspielen 1988 in Seoul im Halbweltergewichtsturnier teil. Dort schied er im Viertelfinale gegen den Schweden Lars Myrberg aus. Ein Jahr später wurde er Profi und bestritt 36 Kämpfe, wovon er 27 gewinnen konnte. 